# Kulikow-Antenne

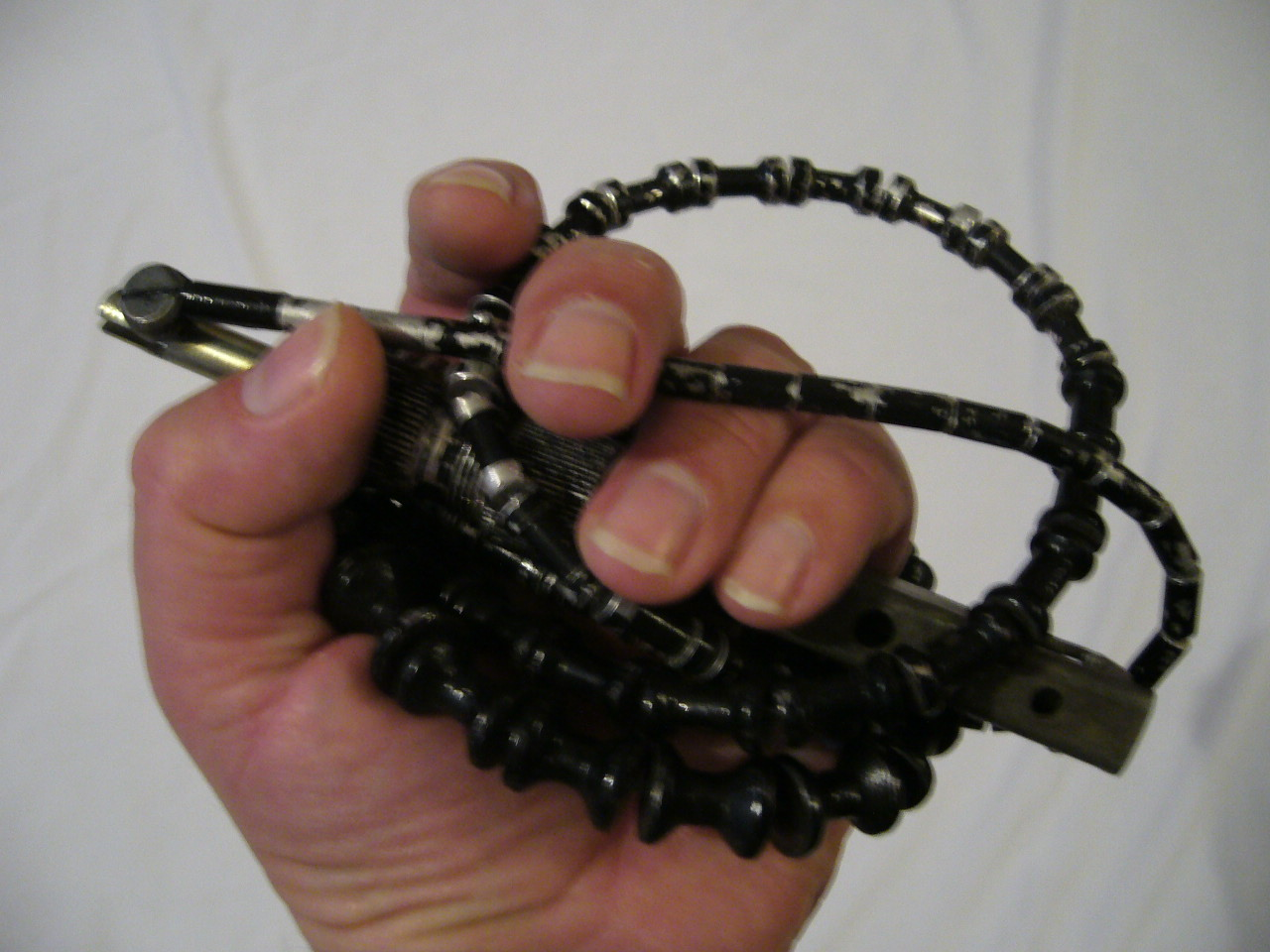
Kulikow-Antenne zusammengelegt in der Hand

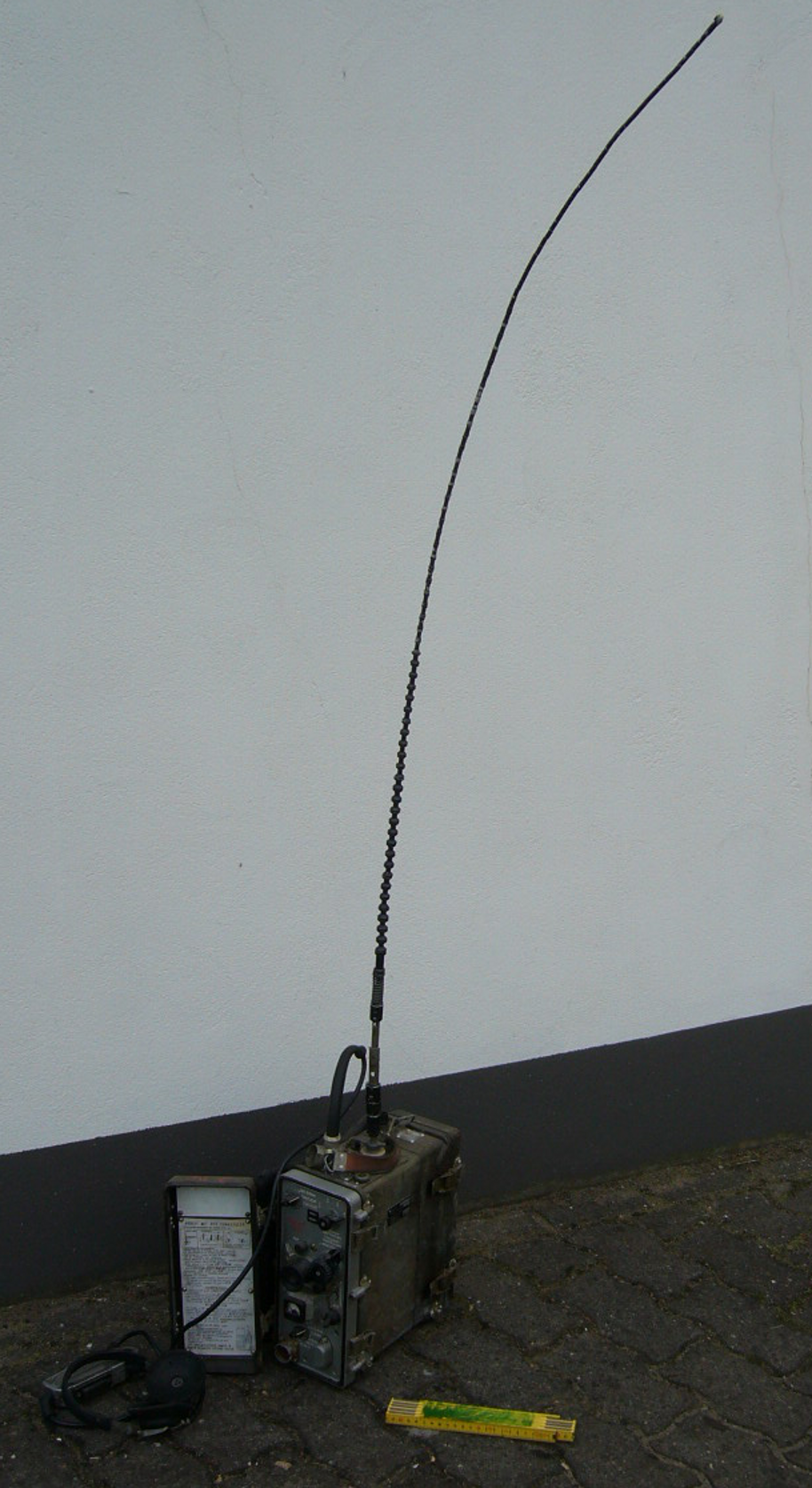
Gespannte Kulikow-Antenne, auf Funkstelle R-108M montiert.

Die Kulikow-Antenne ist eine Funkantenne für militärische Zwecke. Ihre Besonderheit besteht nicht in ihren elektrischen, sondern in ihren mechanischen Eigenschaften.
Die rund 1,5 m lange Stabantenne besteht aus übereinander angeordneten kurzen diabolo- oder zylinderförmigen Duraluminiumsegmenten, die auf ein Drahtseil wie auf eine Perlenkette aufgefädelt sind. Durch Straffung des Drahtseils mit einer Spannvorrichtung können sie fixiert werden. Unten angebracht ist der Antennenfuß mit einer Bajonettsteckverbindung zur Befestigung an einem Gerät oder einer Halterung.
Bei Nichtgebrauch wird der Draht entspannt und die Antenne kann zu einem handlichen Ring zusammengelegt werden. Bei Gebrauch in gespanntem Zustand ist die Antenne ein sehr elastisches und robustes Gebilde, das auch bei Stürzen und heftigen Anstreifen an z. B. Bäumen nicht bricht, da ein gut 2 mm dickes Drahtseil im Inneren den Zusammenhalt gewährleistet. Nach einem Umknicken richtet sich die Antenne selbsttätig wieder auf. Die Spannvorrichtung besteht aus einem einrastbaren Kniehebel, einer Spannschraube zum Straffziehen und einer Feder. Zur Anpassung an unterschiedliche Frequenzbereiche kann die Standard-Version durch Alurohre, die zwischen Funkgerät/Halterung und dem unteren Antennenende eingefügt werden, verlängert werden.
Die Antenne wurde üblicherweise mit mobilen Landfunkstellen (militärischer mobiler Landfunkdienst) des Warschauer Pakts für VHF-Truppenfunk und HF-Funk (Bodenwelle) mit geringer Sendeleistung verwendet. Damit sind in diesem Falle in erster Linie tragbare militärische Funkgeräte, aber auch, wenngleich seltener, Funkgeräte in militärischen Fahrzeugen gemeint. Der Name der Antenne geht auf ihren Erfinder Sergei Alexejewitsch Kulikow zurück.